# Vela de ventall

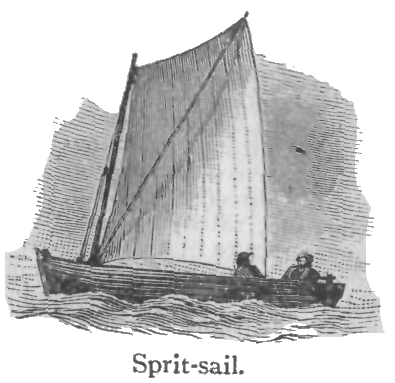
Vela de ventall en una barca amurada a babord.

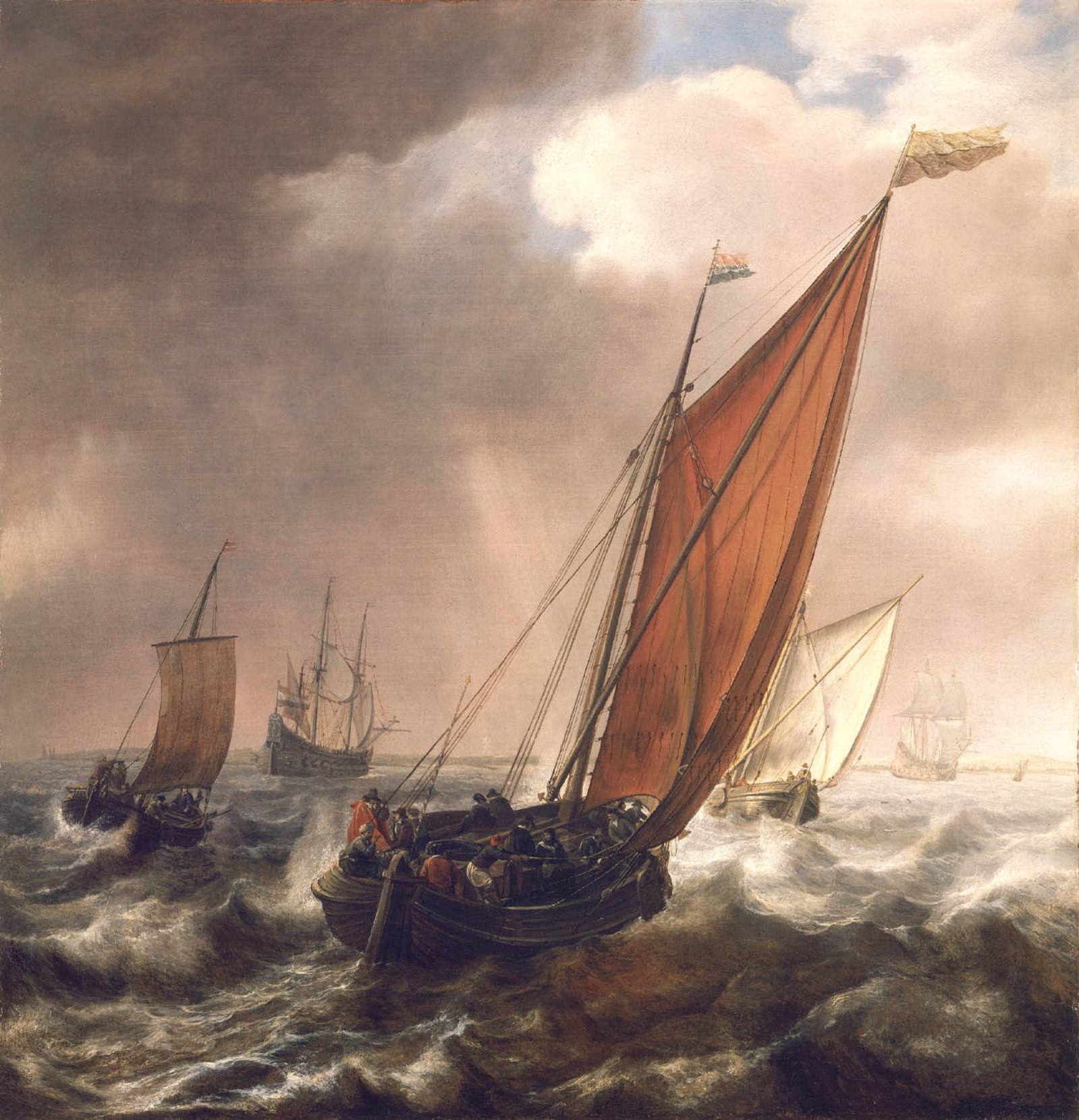
Vela de ventall en una pintura de Simon de Vlieger

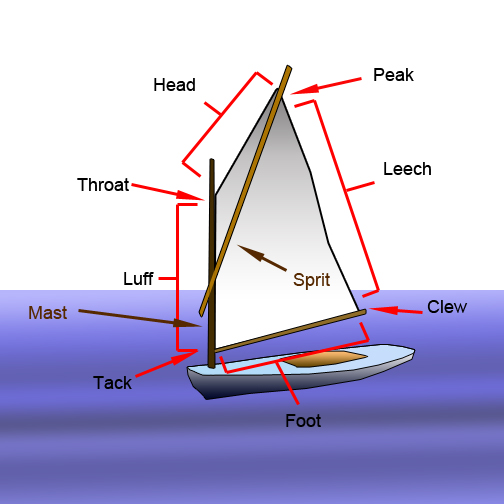
Vela de ventall quadrangular. Terminologia en anglès.

Una vela de ventall o vela candonga és una vela de tall de forma trapezoidal, molt semblant a una vela cangrea, que té el puny del pic (el puny que correspondria al pic) lligat a l'extrem d'una perxa disposada en diagonal. L'altre extrem de la perxa diagonal reposa sobre el pal (mitjançant una lligada o una articulació adequada). La consulta d'una imatge és més fàcil d'entendre que la descripció textual: la perxa en diagonal permet mantenir la vela desplegada i en posició de rebre vent.

## Ús habitual
Les veles de ventall no eren freqüents al Mediterrani. Però foren molt populars a les costes britàniques i del mar del Nord, i encara s'aparellen en petites barques tradicionals. Segons l'autor de la referència, la vela de ventall era la millor opció en barques fins a 18 peus (uns 6 metres). En embarcacions més grans, les dimensions i el pes de la perxa diagonal limiten el seu ús des del punt de vista de la comoditat i la seguretat.

## Terminologia

Vela de ventall quadrangular.

L'expressió “vela de ventall” és convencional i no està relacionada amb l'aspecte físic de la vela pròpiament dita. La documentació catalana existent és moderna i deriva, aparentment, de l'expressió castellana “vela de abanico”. Les denominacions en anglès i francès – “spritsail” i “voile à livarde”, respectivament- es basen en el nom de la perxa diagonal (“sprit” i “livarde”) en les llengües respectives. En italià la perxa s'anomena "balestrone".

### Detalls
Les veles de ventall normals tenen quatre costats i quatre punys. La seva nomenclatura és la mateixa que la de les veles cangrees.
- Punys
  - Tack = puny d'amura
  - Throat = puny de boca
  - Peak = puny de drissa
  - Clew = puny d'escota
- Costats
  - Luff = caient de proa o gràtil baix
  - Head = gràtil o gràtil alt
  - Leech = caient de popa o batedor
    - Brail eye = ullet de candalissa

  - Foot = pujament o faldar